# Dasygaster leucanioides
Dasygaster leucanioides là một loài bướm đêm trong họ Noctuidae.